# Marsilio Ficino
Marsilio Ficino (latinsko: Marsilius Ficinus), italijanski renesančni humanist, filolog, prevajalec, filozof, astrolog, zdravnik in glasbenik, * 19. oktober 1433, Figline Valdarno, Toskana, Italija, † 1. oktober 1499, vila Careggi, Firence.

## Intelektualna zanimanja
Oče Marsilija Ficina je bil zdravnik Cosima Medičejskega, de facto vladarja Firenc in začetnika politične dinastije Medičejcev. Cosimo je že zelo zgodaj opazil mladeničevo intelektualno nadarjenost in prevzel mecensko skrb za Ficina.
Cosimo je spodbujen s stiki bizantinskih renesančnih humanistov, ki so najprej po službeni dolžnosti, kasneje pa kot begunci prihajali v Italijo in prinašali s sabo knjige Platona, novoplatonistov in gnostikov, odprl moderno Platonsko Akademijo, za voditelja pa je postavil Ficina. 
Rokopis Platonovih Dialogov, ki ga je Cosimo Medičejski verjetno kupil od Pletona, je bil osnova za prevod Ficinov prevod. Razen najdaljšega dela Zakonov, ki so bolj Platonovo teološko delo, mu je uspelo iz grščine v latinščino prevesti vse ostale najpomembnejše Dialoge, ki jih je izdal leta 1484. Poleg tega je prevajal še novoplatonistične klasike in gnostična besedila (Corpus hermeticum). Ficino se je ukvarjal tudi z magijskimi veščinami in praktično astrologijo, toda čeprav je do astrologije večinoma spravljiv in zagovarja njeno znanstveno vrednost, je mestoma do nje tudi kritičen. Prav tako je zdravilstvo povezoval z astrologijo in iz upoštevanja položaja zvezd določal diagnozo bolnikov. 
Pod vplivom Platona in platonističnih tradicij je Ficino zavračal ideje aristotelijanske sholastike, ki je izhajala iz latinskih prevodov, renesančnega aristotelizma, katerih predstavniki so uporabljali grške izvirnike, in proto-sekularističnega averroizma, ki je na univerzah severno italijanskih mest za razliko od ostale Evrope še ohranil svoj vpliv.

## Dela
Njegovo prvo pomembnejše prevajalsko delo je bil prevod Corpus Hermeticuma, ki ga je prevedel po naročilu Cosima Medičejskega sredi prevajanja Platona.
S prevodom Platonovih del je med sodobniki uveljavil svojo recepcijo Platona, ki ga je hkrati aktualiziral v filološko strokovnem smislu in populariziral v pomenu Platona kot zdravnika duše. Ficinov prevod Plotinovih »Enead« je bil podlaga za ovržbo zmotnega prepričanja, da so Eneade Aristotelovo teološko delo, kakor so bili prepričani skozi ves srednji vek.
Ficinovo najpomembnejše filozofsko delo je »Platonska teologija«, na katero je očitno vplivala kozmologija poznega Platona iz »Zakonov« in kasnejših novoplatonistov. V »Platonski teologiji« poskuša dokazati nesmrtnost duše in se s tem zoperstavlja skepticizmu averroističnih sodobnikov, hkrati pa se po načinu pisanja oddaljuje od abstraktno suhoparnih traktatov poznosholastičnih sodobnikov in se pri dokazovanju duše. 
Naslednje delo so »Knjige o življenju« (Liber da vita), sklop treh knjih napisanih v daljšem časovnem obdobju od leta 1480 do 1489. Vsebina tega dela je zmes platonično-filozofskih, medicinskih, okultističnih in astroloških vsebin. Mogoče najbolj aktualno je za današnji čas delo »O ljubezni« (De amore), v katerem se pod vplivom Platonovega Simpozija ukvarja s problematiko duhovne t. i. »platonične ljubezni«, torej neerotične ljubezni, ki se bolj kot po telesu ozira po obževanju lepote duše. Kot pri Platonu, je tudi pri Ficinu v ospredju homoerotična ljubezen med moškimi, toda ravno tako kot Platon v Simpoziju, tudi Ficino ljubezen tematizira idealistično v izogib vsakemu mesenemu poželenju, ki bi vodilo v telesni seksualni akt.
Zagovarjanje oziroma populariziranje astroloških idej ga je leta 1489 privedlo v spor s Rimokatoliško Cerkvijo. Papež Inocenc VIII. ga je obtožil ukvarjanja z magijo. Obtožbe so 24 let kasneje posthumno zavrgli.